# Allium scorzonerifolium
Allium scorzonerifolium — вид трав'янистих рослин родини амарилісові (Amaryllidaceae), поширений у Португалії, Іспанії та Марокко.

## Опис
Цибулини 6–26 × 9–24 мм, від яйцеподібних до субсферичних, одиночні, іноді з 1 цибулинкою. Стебло 14–36(58) см, має еліптичний переріз. Листків 2–4, розташовані вздовж нижньої третини стебла, голі, без черешка; пластина (9.9)14–25(29) × (0.20)0.3–0.7(1.44) см, від лінійної до лінійно-ланцетної, гостра. Суцвіття 17–56 × 22–68 мм, півсферичні, нещільні, 4–19 зірчастих квіток, як правило, без цибулинок, іноді з 2–6 цибулинками. Листочки оцвітини від ланцетоподібних до вузько еліптичних, як правило, тупі, гладкі, жовті із зеленуватою серединною жилкою; пиляки жовті. Насіння чорне. 2n = 14, 21.

## Поширення
Поширений у Португалії, Іспанії та Марокко.
Зростає у вологих луках, у пробковому дубовому та сосновому лісі, на луках, скелястих ділянках та на уступах.

## Загрози й охорона
Потенційні загрози цьому виду невідомі в Іспанії та Португалії, але на нього впливає зміна сільського господарства в Марокко.
Трапляється в декількох заповідних зонах.